# Перфект
Перфе́кт (від лат. perfectum < perfectus — «завершений») — граматична форма дієслова, що позначає, що дія закінчилася в минулому (перфекція), а її результат триває (має значення) в теперішньому часі, або ж, що дія передувала моменту мовлення (грецькою, латинською, англійською тощо).

## Характеристика
Іноді перфект визначають як один з видів. «Перфектний вид» (англ. the perfect aspect) стосується події, що вже завершилась на час мовлення. При цьому його не слід змішувати з доконаним видом (англ. perfective aspect), що позначає ситуацію як одиничну подію без внутрішньої структури, не вказуючи на попередні події чи стосунок до теперішнього, на відміну від перфекта. Також перфект відрізняється від очікуваного виду (prospective aspect), що позначає стосунок до теперішнього чи очікування майбутньої події. У той час як перфект є відносно одноманітною категорією, спостережуваною в різних мовах, його відношення до експерієнціала й результатива є складним: останні являють собою непросто визначувані випадки перфекта.
У праслов'янській мові, з її складною системою минулих часів, перфект виражав закінчену дію в минулому; стан, спостережуваний у мить мовлення, який є результатом здійсненої у минулому дії. Проте, з огляду на подальший розвиток у слов'янських мовах дієслівних видів, ця система стала спрощуватися. Південнослов'янські (за винятком словенської), а також лужицькі мови зберегли праслов'янську часову систему, перфект у сербській, хорватській, болгарській, верхньолужицькій і нижньолужицькій мовах — тільки один з минулих часів, хоча й найбільш вживаний. У словенській мові, як і в більшості західнослов'янських (польській, словацькій, чеській) з усіх минулих часів зберігся тільки перфект. Від імперфекта, плюсквамперфекта й аориста до нього перейшли всі функції минулих часів: описувати дію, що відбулася в минулому, на відміну від «класичного перфекта» завершеність дії вже не важлива.
У східнослов'янських мовах з усіх минулих часів залишився або тільки перфект (літературна російська), або перфект і плюсквамперфект (українська й білоруська). Східнослов'янський перфект зазнав певних змін: втратилось дієслово-зв'язка в теперішньому часі (я ходив замість *я єсьм ходив), перфект з дієсловом-зв'язкою в минулому часі (був, була, було) став означати плюсквамперфект — давноминулий час (у праслов'янській мові дієслово-зв'язка стояло в імперфекті).

## Приклади

### Англійська мова
В англійській мові існують шість форм перфекта, які визначаються за двома характеристиками: часом (перфект теперішнього часу Present Perfect, перфект минулого часу Past Perfect, і перфект майбутнього часу Future Perfect) і тривалістю дії (простий перфект Perfect Simple, і тривалий перфект Perfect Continuous). Форми перфекта утворюються за допомогою дієприкметника минулого часу (Participle II) у сполученні з особовою формою дієслова to have («мати»), при цьому в теперішньому часі окрему форму він набуває лише в третій особі однини (has, стягнена форма s), всі інші мають форму have (стягнена форма 've), у минулому часі всіх осіб дієслово-зв'язка має форму had (стягнена форма 'd), а в майбутньому — will have (стягнена форма 'll have). Тривалі форми утворюються за допомогою особової форми дієслова to have у сполученні з been (дієприкметником минулого часу дієслова to be) і дієприкметником теперішнього часу (Participle I) смислового дієслова.
|                                     | Теперішній час Present Perfect | Минулий час Past Perfect | Майбутній час Future Perfect |
| ----------------------------------- | --- | --- | --- |
| Простий перфект Perfect Simple      | I have written («Я написав») *Thou hast written («Ти написав») He has written («Він написав») She has written («Вона написала») We have written («Ми написали») You have written («Ви написали») They have written («Вони написали») | I had written («Я був написав») *Thou had written («Ти був написав») He had written («Він був написав») She had written («Вона була написала») We had written («Ми були написали») You had written («Ви були написали») They had written («Вони були написали») | I will have written («Я напишу») *Thou wilt have written («Ти напишеш») He will have written («Він напише») She will have written («Вона напише») We will have written («Ми напишемо») You will have written («Ви напишете») They will have written («Вони напишуть») |
| Тривалий перфект Perfect Continuous | I have been writing *Thou hast been writing He has been writing She has been writing We have been writing You have been writing They have been writing                                                                               | I had been writing *Thou had been writing He had been writing She had been writing We had been writing You had been writing They had been writing | I will have been writing *Thou wilt have been writing He will have been writing She will have been writing We will have been writing You will have been writing They will have been writing                                                                           |

Англійський простий перфект теперішнього часу відповідає минулому часу українських дієслів доконаного виду, перфект минулого часу — українському давноминулому часу дієслів доконаного виду, перфект майбутнього часу — теперішньому часу українських дієслів доконаного виду (тобто завершеній дії в майбутньому). Англійський тривалий перфект не має аналога в українській і перекладається по-різному (I have been writing — «Я писав щойно» або «Я пишу вже певний час»).

### Німецька мова
У німецькій мові перфект утворюється аналогічно — сполученням особової форми допоміжного дієслова з дієприкметником минулого часу (Partizip II). На відміну від англійського, для утворення німецького перфекта використовуються не тільки особові форми дієслова haben («мати») але й sein («бути»). Вибір допоміжного дієслова-зв'язки залежить від смислового дієслова. Більшість німецьких дієслів утворюють перфект з допоміжним дієсловом haben. З формами дієслова sein утворюється перфект таких дієслів: 1) що позначають рух (gehen, schwimmen, laufen, kommen); 2) дієслів зміни стану (aufstehen, einschlafen, aufwachen); 3) дієслова sein, werden, bleiben, folgen, gelingen, misslingen, passieren, geschehen, begegnen.

### Латина
У латинській мові в систему перфекта включають три дієслівних форми: власно перфект (Perfectum), плюсквамперфект (Plusquamperfectum) і передмайбутній час (Futurum II).
Особливістю латинського перфекта є те, що він утворюється не аналітично (як в англійській, німецькій і більшості слов'янських), а синтетично — доданням особових закінчень до основи перфекта.
|             | Однина | Множина                                                                                 |
| ----------- | --- | --------------------------------------------------------------------------------------- |
| Перша особа | vidi — «я побачив» laudavi — «я похвалив» scripsi — «я написав» | vidimus — «ми побачили» laudavimus — «ми похвалили» scripsimus — «ми написали»          |
| Друга особа | vidisti — «ти побачив» laudavisti — «ти похвалив» scripsisti — «ти написав»                                                                                                | vidistis — «ви побачили» laudavistis — «ви похвалили» scripsistis — «ви написали»       |
| Третя особа | vidit — «він побачив»/«вона побачила»/«воно побачило» laudavit — «він похвалив»/«вона похвалила»/«воно похвалило» scripsit — «він написав»/«вона написала»/«воно написало» | viderunt — «вони побачили» laudaverunt — «вони похвалили» scripserunt — «вони написали» |

Використання синтетичних форм уможливлює обійтися без особових займенників і зв'язок, що робить речення лаконічними. Наприклад, знаменитий вислів Цезаря «Veni vidi vici» — «(я) прийшов, (я) побачив, (я) переміг»; легендарна фраза Понтія Пілата «Quod scripsi, scripsi» — «Що (я) написав, (те) (я) написав».
Форми плюсквамперфекта (Plusquamperfectum) утворюються від основи перфекта теж за допомогою особових закінчень: videram — «я був бачив», videras — «ти був бачив», viderat — «він був бачив», «вона була бачила», videramus — «ми були бачили», videratis — «ви були бачили», viderant — «вони були бачили».
Передмайбутній час (Futurum II) — форма дієслова, що виражає дію, яка має звершитися раніше за якусь іншу дію. Особові форми утворюються доданням до основи перфекта морфеми ĕr-, сполучної голосної -i- та особового закінчення теперішнього часу. Утворені таким чином закінчення передмайбутнього часу -ĕro, -ĕris, -ĕrit, -erĭmus, -erĭtis, -ĕrint, по суті, являють собою форми Futurum I дійсного способу активного стану дієслова sum («єсьм»).
Перфект, плюсквамперфект і передмайбутній час у пасивному стані утворюються аналітично: за допомогою особових форм дієслова sum і дієприкметника минулого часу. Приклад перфекта пасивного стану: інший відомий вислів Цезаря «Alea jacta est» — «Жереб кинуто» (дослівно — «Жереб кинутий є»).

### Французька мова
У французький мові перфект є одною з кількох форм минулого часу і зоветься passé composé — «складений минулий час» (на відміну від passé simple — «простого минулого»). У більшості дієслів він утворюється сполученням особових форм дієслова avoir («мати») з пасивним дієприкметником: j'ai donné, tu as donné, il (elle) a donné, nous avons donné, vous avez donné, ils (elles) ont donné (дієприкметник при цьому не змінюється). Всі зворотні дієслова (з часткою se), а також дієслова для позначення руху (venir з похідними, aller, entrer, marcher, monter, а також naître і mourir) утворюють перфект за допомогою особових форм дієслова être («бути»): je suis venu, tu es venu, il est venu, elle est venue, nous sommes venus, vous êtes venus, ils sont venus, elles sont venues (дієприкметник змінюється за родами й числами). Деякі дієслова можуть утворювати перфект як з avoir, так і з être — залежно від їхнього значення (je l'ai monté — «я підняв його» і je suis monté par l'escalier — «я піднявся сходами»).

### Праслов'янська мова
У праслов'янській мові перфект був одної з чотирьох форм минулого часу (поряд з аористом, імперфектом і плюсквамперфектом), й означав дію у минулому, результат якої зберігається на момент мовлення. Утворювався аналітично: шляхом сполучення активного l-дієприкметника (див. «Дієслово в праслов'янській мові») і відмінюваних форм дієслова *byti («бути») теперішнього часу.
|                     | Чоловічий рід | Жіночий рід | Середній рід |
| ------------------- | ------------- | ----------- | ------------ |
| Перша особа однини  | neslъ jesmь   | nesla jesmь | neslo jesmь  |
| Друга особа однини  | neslъ jesi    | nesla jesi  | neslo jesi   |
| Третя особа однини  | neslъ jestь   | nesla jestь | neslo jestь  |
| Перша особа двоїни  | nesla jesvě   | neslě jesvě | neslě jesvě  |
| Друга особа двоїни  | nesla jesta   | neslě jesta | neslě jesta  |
| Третя особа двоїни  | nesla jeste   | neslě jeste | neslě jeste  |
| Перша особа множини | nesli jesmъ   | nesly jesmъ | nesla jesmъ  |
| Друга особа множини | nesli jeste   | nesly jeste | nesla jeste  |
| Третя особа множини | nesli sǫtь    | nesly sǫtь  | nesla sǫtь   |

### Давньоруська мова
У давньоукраїнській (давньоруській) мові перфект — складена форма минулого часу дієслова, яка означала наявний стан, що виник унаслідок минулої дії. Успадкований давньоруською від праслов'янської, він утворювався аналогічно.
У перфекті поєднувалися значення минулого й теперішнього часів. Він складався з активного дієприкметника на -лъ (-ла, -ло), який передавав реальне значення із вказівкою на минулу дію, та дієслова быти в теперішньому часі, яке виконувало граматичну функцію із вказівкою на особу.
|   | Однина                 | Двоїна                 | Множина                |
| - | ---------------------- | ---------------------- | ---------------------- |
| 1 | ходилъ (-ла, -ло) єсмь | ходила (-лѣ, -лѣ) єсвѣ | ходили (-лы, -ла) єсмы |
| 2 | ходилъ (-ла, -ло) єси  | ходила (-лѣ, -лѣ) єста | ходили (-лы, -ла) єсте |
| 3 | ходилъ (-ла, -ло) єсть | ходила (-лѣ, -лѣ) єста | ходили (-лы, -ла) суть |

Так само утворювався перфект і в староцерковнослов'янській мові. Ця ж система успадкована й сучасною церковнослов'янською, з деякими змінами.

### Польська мова
Польська мова зберегла складні форми праслов'янського перфекта, який представляє в ній минулий час. Утворюється додаванням до активного l-дієприкметника особових закінчень 1-ї і 2-ї осіб, які являють собою стягнені особові форми дієслова być («бути»). У 3-й особі дієприкметник особових закінчень не має, змінюючись тільки за родами і числами:
|   | Однина (чоловічий рід) | Однина (жіночий рід) | Однина (середній рід) | Множина (чоловічий рід істот) | Множина (жіночий і середній рід, чоловічий рід неістот) |
| - | ---------------------- | -------------------- | --------------------- | ----------------------------- | ------------------------------------------------------- |
| 1 | robiłem                | robiłam              | —                     | robiłiśmy                     | robiłyśmy                                               |
| 2 | robiłeś                | robiłaś              | robiłoś               | robiłiśce                     | robiłyśce                                               |
| 3 | robił                  | robiła               | robiło                | robiłi                        | robiły                                                  |

Форми дієслова być зазвичай пишуться разом з l-дієприкметником, але можуть приєднуватися і до інших слів у реченні.

### Чеська мова
Аналогічно вживання перфекта й у чеській мові, тільки дієслово-зв'язка зберігає свою повну форму і пишеться окремо. У третій особі зв'язка теж опускається.
|             | Однина                                                 | Множина                 |
| ----------- | ------------------------------------------------------ | ----------------------- |
| Перша особа | znal (-a, -o) jsem — «я знав» (-ла)                    | znali jsme — «ми знали» |
| Друга особа | znal (-a, -o) jsi — «ти знав» (-ла)                    | znali jste — «ви знали» |
| Третя особа | znal (-a, -o) — «він знав», «вона знала», «воно знало» | znali — «вони знали»    |

### Словацька мова
Подібним чином утворюється перфект і в словацькій мові:
|             | Однина                                                     | Множина                  |
| ----------- | ---------------------------------------------------------- | ------------------------ |
| Перша особа | kúpil (-a, -o) som — «я купив» (-ла)                       | kúpili sme — «ми купили» |
| Друга особа | kúpil (-a, -o) si — «ти купив» (-ла)                       | kúpili ste — «ви купили» |
| Третя особа | kúpil (-a, -o) — «він купив», «вона купила», «воно купило» | kúpili — «вони купили»   |

Для жіночого роду в однині до активного l-дієприкметника додається закінчення «-a», для середнього — закінчення «-o» (kúpila, kúpilo); у третій особі зв'язка теж опускається.
Перфект для дієслів, які у словацькій мові закінчуються на -ť, утворюється досить просто: буква -ť замінюється на -l: pracovať, kúpiť, chapať — pracoval, kúpil, chapal.

### Болгарська мова
У болгарській мові перфект (минало неопределено време) є одним з чотирьох минулих часів дієслова (поряд з аористом, імперфектом і плюсквамперфектом). Утворюється за допомогою особових форм дієслова съм («єсьм»). На відміну від польського й чеського перфекта, дієслово-зв'язка зберігається і в третій особі — е («єсть», «є»), са («суть»).
|             | Однина | Множина                                                                               |
| ----------- | --- | ------------------------------------------------------------------------------------- |
| Перша особа | аз съм искал (-a) — «я хотів (-ла)» аз съм търсил (-a) — «я шукав (-ла») аз съм чел (-a) — «я читав (-ла)» | ние сме искали — «ми хотіли» ние сме търсили — «ми шукали» ние сме чели — «ми читали» |
| Друга особа | ти си искал (-a) — «ти хотів (-ла)» ти си търсил (-a) — «ти шукав (-ла)» ти си чел (-a) — «ти читав (-ла)» | вие сте искали — «ви хотіли» вие сте търсили — «ви шукали» вие сте чели — «ви читали» |
| Третя особа | той е искал (тя е искала/то е искало) — «він хотів (вона хотіла/воно хотіло)» той е търсил (тя е търсила/то е търсило) — «він шукав (вона шукала/воно шукало)» той е чел (тя е чела) — «він читав/вона читала» | те са искали — «вони хотіли» те са търсили — «вони шукали» те са чели — «вони читали» |

### Сербська мова
У сербській мові, як і болгарській, збереглась праслов'янська система минулих часів (аорист, імперфект, перфект і плюсквамперфект), але в повсякденному мовленні зазвичай використовується лише перфект. Утворюється аналогічно болгарському — дієслово-зв'язка (je, су) зберігається і в третій особі.
Особливістю сербського активного l-дієприкметника є те, що він змінюється за родами не тільки в однині, але й у множині (читали, читале, читала).
|             | Однина                                                                                | Множина |
| ----------- | ------------------------------------------------------------------------------------- | --- |
| Перша особа | ja сам читао (читала) — «я читав (читала)»                                            | ми смо читали — «ми читали» (про чоловіків) ми смо читале — «ми читали» (про жінок)                                                  |
| Друга особа | ти си читао (читала) — «ти читав (читала)»                                            | ви сте читали — «ви читали» (про чоловіків) ви сте читале — «ви читали» (про жінок)                                                  |
| Третя особа | он je читао — «він читав» она je читала — «вона читала» оно je читало — «воно читало» | они су читали — «вони читали» (про чоловіків) оне су читале — «вони читали» (про жінок) она су читала — «вони читали» (середній рід) |

Заперечна форма утворюється за допомогою частки ни, яка пишеться разом з особовою формою дієслова-зв'язки: нисам читао («я не читав»), ниjе се вратио («він не повернувся»).

### Українська мова
У сучасній українській (як у білоруській і російській) залишком давнього перфекта є форма минулого часу дієслів: «я робив» (я робилъ єсьмь), «ви робили» (вы робили єсте) тощо. Дієслово-зв'язка — особова форма дієслова бути не вживається в сучасній мові, а колишній активний дієприкметник (робилъ, ходилъ) перетворився на одну з форм дієслова — минулий час. Проте в багатьох південно-західних говірках (наддністрянських, буковинських, гуцульських, лемківських, закарпатських, надсянських) і на заході північних (підляських) існує (існувала) ідентична польській синтетична форма перфекта для 1-ї і 2-ї особи без особового займенника, функцію якого виконують змінені особові форми допоміжного дієслова бути (архаїчні єсьм, єси, єсмо, єсте). Скорочена особова форма дієслова бути приєднується до відповідної форми минулого часу в 1-й і 2-й особах: «робилисьмо» (< ми робили єсьмо), «паслисьмо» (< ми пасли єсьмо), «ходив'єм» (< я ходив єсьм); в інших говірках форма дієслова бути може стояти перед смисловим дієсловом: «Невельо єм ходив, уж єс зуновала // Уж єс свій облачок муровати дала» (лемківська пісня).
Допоміжне дієслово може виступати після різних частин мови (чоботи-смо шили, рано-с там прийшов). Наприклад:
|  | «Сестрички, сестрички, Отости ми звели, Щости мою косу Навіки розплели. Єкісти розплели, Назад заплетіте, Та най я си вийду Поміж людські діти».— Народна пісня «Коло мої хати зацвіли блавати» |

Відомі приклади вживання такої форми перфекта й у літературі: «Полонинко, верховинко, чим-есь так згорділа, чи не тими овечками, що-сь тільки уздріла?», «Раз якось паслисьмо вівці та й звіяв студений вітер, гейби взимі…», «Мужу мій солоденький, на біду-сь мя полишив…» (М. М. Коцюбинський, «Тіні забутих предків»); «Як щонеділі і кожного свята // Ходив-єм з батьком в близький монастир…» (А. Л. Могильницький).
| Особа       | Однина          | Однина                    | Множина                               | Множина                                     |
| ----------- | --------------- | ------------------------- | ------------------------------------- | ------------------------------------------- |
| Особа       | Після голосного | Після приголосного        | Після голосного                       | Після приголосного                          |
| Перша особа | -м              | -єм, -їм, -им             | -сьмо, -сьми, -зьми, -смо, -сми, -зми | -ісьмо, -ісьму, -ізьмо, -ісмо, -ісму, -ізмо |
| Друга особа | -сь, -с         | -єсь, -єс, -їсь, -їс, -ис | -сьте, -сьти, -сте, -сти              | -ісьте, -исьте, -істе, -исте                |